# Прибытки (Гомельская область)
Прибытки (бел. Прыбы́ткі) — агрогородок в Гомельском районе Гомельской области Республики Беларусь. Административный центр Прибытковского сельсовета.

## География

### Расположение
В 5 км от железнодорожной станции Зябровка (на линии Гомель — Тереховка), 22 км на юго-восток от Гомеля.

## Гидрография
На реке Уть (приток реки Сож).

## Транспортная сеть
Транспортные связи по просёлочной, затем автомобильной дороге Новые Яриловичи — Гомель. Планировка квартальная. Параллельно главной криволинейной улице проходят 5 улиц, пересекаемых переулками. Застройка преимущественно деревянная усадебного типа. В центре, рядом с сгоревшей в 1943 году церковью, в здании бывшей школы в 1992 году открыт новый храм.

## История
По письменным источникам известна с XVI века как в. Прибытковичи на дороге Марковичи — Гомель, в Гомельском старостве Речицкого повета Минского воеводства Великого княжества Литовского. В 1640-х годах 9 дымов, 2 службы, 13 волов, 8 лошадей, во владении князя Чарторыйского. По инвентарю 1752 года село платило казне 7 копен, 4 денег, по 2 бочки ржи и овса.
После 1-го раздела Речи Посполитой (1772 год) в составе Российской империи. В 1791 году часть жителей переселилась в Новую Белицу, которая в то время интенсивно строилась. В 1803 году построена деревянная Рождества-Богородицкая церковь. С 1860 года работали мельница, круподробилка, сукновальня. Хозяин одноимённого поместья помещик Андрей Ефимович Бетулинский (дед Анны Марли, автора «Песни партизан», ставшей неофициальным гимном Французского Сопротивления во время Второй мировой войны) владел в 1872 году 896 десятинами земли, которые достались ему в наследство. В 1861 году открыта церковно-приходская школа, позже начало действовать народное училище (в 1889 году 51 ученик). С 1877 года работала маслобойня. Согласно переписи 1897 года располагались: церковь, хлебозапасный магазин, трактир; в Носовичской волости Гомельского уезда Могилёвской губернии. В 1905 году в результате пожара сгорело 36 дворов. В 1909 году 1010 десятин земли, церковь, мельница. В одноимённом фольварке, располагавшемся рядом, 957 десятин земли. Согласно книге «Живописная Россия» село называлось Прибитки. В центре села стояла старая сосна, к которой лютая помещица прибивала своих крепостных девушек. Помещицу по приказу царя отправили на каторгу, а название села закрепилось в изменённом виде.
Летом 1918 года во время немецкой оккупации жители создали партизанский отряд, который действовал против германских войск. В 1926 году работали почтовый пункт, начальная школа, лавка.
С 8 декабря 1926 года центр Прибытковского сельсовета Носовичского, с 4 августа 1927 года Гомельского районов Гомельского округа (до 26 июля 1930 года), с 20 февраля 1938 года Гомельской области.
В 1930 году организован колхоз «Пролетарий», работали 3 ветряные мельницы, конная круподробилка, кузница. С 1933 года размещался производственный участок Гомельской МТС. Во время Великой Отечественной войны в сентябре 1943 года немецкие оккупанты сожгли 143 двора, убили 17 жителей. На фронтах и в партизанской борьбе погибли 87 жителей, в память о которых в 1966 году возле сельсовета установлена стела. В 1959 году в составе элитсенхоза «Гомельский» (центр — деревня Климовка). Расположены комбинат бытового обслуживания, Дом культуры, библиотека, больница, отделение связи, детский сад, 3 магазина. Деревенскому хору (создан в 1934 году) присвоено в 1962 году звание народного. В 1991 году близ разрушенного большевиками храма Рождества Богородицы в здании бывшей земской школы по ул. Ленина, 63 были возобновлены церковные службы, первая литургия была отслужена 7 января 1991 года. Во время оккупации старый деревянный храм посещал прп.муч Серафим Жировицкий.
В 2011 году элитсовхоз Гомельский из-за банкротства был переподчинён к совхоз-комбинату «Сож» д. Новая Гута.

## Население

### Численность
- 2004 год — 1218 хозяйств, 3210 жителей.

### Динамика
- 1853 год — 267 ревизских душ.
- 1897 год — 155 дворов, 915 жителей (согласно переписи).
- 1909 год — 160 дворов, 986 жителей.
- 1926 год — 179 дворов 878 жителей.
- 1940 год — 180 дворов
- 1959 год — 3237 жителей (согласно переписи).

## Достопримечательность
- Воинский мемориал жителям деревни, погибшим во время Великой Отечественной войны
- Церковь Рождества Пресвятой Богородицы

## Известные уроженцы
- Ф. Ф. Петренко — заслуженный деятель культуры Беларуси, организатор и руководитель Прибытковского народного хора.